# Championnat de Nouvelle-Zélande d'échecs
Le championnat de Nouvelle-Zélande d'échecs est une compétition qui permet de désigner le meilleur joueur d’échecs de Nouvelle-Zélande. Il s’est tenu pour la première fois en 1879. Elle est organisée par la Fédération néo-zélandaise des échecs.

## Championnat de Nouvelle-Zélande
Les championnats organisés par la Fédération néo-zélandaise des échecs incluent sont le championnat principal, mais aussi celui de Premier Reserve et le Major Open.

### Résultats du championnat d’échecs de Nouvelle-Zélande
|     | Ville            | Année   | Champion de Nouvelle-Zélande | Club                                                                                | Premier Reserve / NZ Major Open Champion                                                                | Ville                                       |
| --- | ---------------- | ------- | --- | ----------------------------------------------------------------------------------- | --- | ------------------------------------------- |
| 1   | Christchurch     | 1879    | Henry Hookham | Christchurch                                                                        | |                                             |
| 2   | Christchurch     | 1888/89 | Arthur Ollivier | Christchurch                                                                        | |                                             |
| 3   | Dunedin          | 1890    | Henry Hookham | Christchurch                                                                        | |                                             |
| 4   | Wellington       | 1890/91 | Richard James Barnes | Wellington                                                                          | |                                             |
| 5   | Auckland         | 1891/92 | Franz Vaughan Siedeberg | Dunedin                                                                             | |                                             |
| 6   | Christchurch     | 1892/93 | Franz Vaughan Siedeberg | Dunedin                                                                             | |                                             |
| 7   | Dunedin          | 1893/94 | Joseph Edwards | Wellington                                                                          | |                                             |
| 8   | Wellington       | 1894/95 | William MacKay | Wellington                                                                          | |                                             |
| 9   | Wanganui         | 1895/96 | William Meldrum | Rangitikei                                                                          | |                                             |
| 10  | Christchurch     | 1896/97 | Richard James Barnes | Wellington                                                                          | |                                             |
| 11  | Auckland         | 1897/98 | Richard James Barnes | Wellington                                                                          | |                                             |
| 12  | Dunedin          | 1898    | Robert Alexander Cleland | Dunedin                                                                             | |                                             |
| 13  | Wellington       | 1900    | William Edward Mason | Wellington                                                                          | |                                             |
| 14  | Christchurch     | 1901    | David Forsyth | Dunedin                                                                             | |                                             |
| 15  | Auckland         | 1901/02 | Richard James Barnes | Wellington                                                                          | |                                             |
| 16  | Dunedin          | 1902/03 | John Cresswell Grierson | Auckland                                                                            | |                                             |
| 17  | Wellington       | 1903/04 | William Edward Mason | Wellington                                                                          | |                                             |
| 18  | Oamaru           | 1904/05 | Arthur William Oswald Davies | Wellington                                                                          | |                                             |
| 19  | Auckland         | 1905/06 | Richard James Barnes | Wellington                                                                          | |                                             |
| 20  | Christchurch     | 1906/07 | William Samuel Viner | Perth                                                                               | |                                             |
| 21  | Wellington       | 1908    | Arthur William Oswald Davies | Wellington                                                                          | |                                             |
| 22  | Dunedin          | 1908/09 | Fedor Kuskof Kelling | Wellington                                                                          | |                                             |
| 23  | Auckland         | 1909/10 | John Mason | Wellington                                                                          | |                                             |
| 24  | Timaru           | 1910/11 | William Edward Mason | Wellington                                                                          | |                                             |
| 25  | Napier           | 1911/12 | William Edward Mason | Wellington                                                                          | |                                             |
| 26  | Nelson           | 1912/13 | John Cresswell Grierson | Auckland                                                                            | |                                             |
| 27  | Auckland         | 1913/14 | William Edward Mason | Wellington                                                                          | |                                             |
| 28  | Christchurch     | 1914/15 | Fedor Kuskof Kelling | Wellington                                                                          | |                                             |
| 29  | Wellington       | 1919/20 | William Edward Mason | Wellington                                                                          | |                                             |
| 30  | Dunedin          | 1920/21 | John Dunlop | Oamaru                                                                              | |                                             |
| 31  | Auckland         | 1921/22 | John Dunlop | Oamaru                                                                              | |                                             |
| 32  | Christchurch     | 1922/23 | John Dunlop | Oamaru                                                                              | |                                             |
| 33  | Wellington       | 1923/24 | Spencer Crakanthorp | Sydney                                                                              | |                                             |
| 34  | Nelson           | 1924/25 | Cecil Purdy | Sydney                                                                              | |                                             |
| 35  | Dunedin          | 1925/26 | Spencer Crakanthorp | Sydney                                                                              | |                                             |
| 36  | Auckland         | 1926/27 | Arthur William Oswald Davies | Auckland                                                                            | |                                             |
| 37  | Christchurch     | 1927/28 | Arthur William Oswald Davies | Auckland                                                                            | |                                             |
| 38  | Wellington       | 1928/29 | John Angus Erskine | Melbourne                                                                           | |                                             |
| 39  | Wanganui         | 1929/30 | Gunnar Gundersen | Melbourne                                                                           | |                                             |
| 40  | Rotorua          | 1930/31 | Alfred William Gyles | Wellington                                                                          | |                                             |
| 41  | Napier           | 1931/32 | Gunnar Gundersen | Melbourne                                                                           | |                                             |
| 42  | Auckland         | 1932/33 | Maurice Edward Goldstein | Sydney                                                                              | |                                             |
| 43  | Dunedin          | 1933/34 | John Dunlop | Dunedin                                                                             | |                                             |
| 44  | Christchurch     | 1934/35 | John Angus Erskine | Invercargill                                                                        | |                                             |
| 45  | Wellington       | 1935/36 | Alfred William Gyles | Wellington                                                                          | |                                             |
| 46  | Auckland         | 1936/37 | Hedley Roy Abbott | Christchurch                                                                        | |                                             |
| 47  | Dunedin          | 1937/38 | Samuel Hindin | Christchurch                                                                        | |                                             |
| 48  | Wanganui         | 1938/39 | John Dunlop | Dunedin                                                                             | |                                             |
| 49  | Wellington       | 1939/40 | John Dunlop | Dunedin                                                                             | |                                             |
| 50  | Timaru           | 1940/41 | Philipp Allerhand | Wellington                                                                          | |                                             |
| 51  | Wellington       | 1943/44 | Robert Wade | Wellington                                                                          | |                                             |
| 52  | Auckland         | 1944/45 | Robert Wade | Wellington                                                                          | N T Fletcher                                                                                            |                                             |
| 53  | Christchurch     | 1945/46 | Tom Lepviikman | Wellington                                                                          | B S Wood                                                                                                |                                             |
| 54  | Palmerston North | 1946/47 | Tom Lepviikman | Wellington                                                                          | G E Trundle                                                                                             |                                             |
| 55  | Dunedin          | 1947/48 | Robert Wade | Wellington                                                                          | N S Henderson                                                                                           |                                             |
| 56  | Wanganui         | 1948/49 | Alan Edgar Nield | Auckland                                                                            | W E Moore                                                                                               |                                             |
| 57  | Auckland         | 1949/50 | Philipp Allerhand | Wellington                                                                          | none |                                             |
| 58  | Christchurch     | 1950/51 | David I. Lynch | Hastings                                                                            | V Lushcott                                                                                              |                                             |
| 59  | Napier           | 1951/52 | Ortvin Sarapu | Christchurch                                                                        | T G Paterson                                                                                            |                                             |
| 60  | Timaru           | 1952/53 | Ortvin Sarapu | Auckland                                                                            | N E H Fulton                                                                                            |                                             |
| 61  | Wellington       | 1953/54 | Ortvin Sarapu | Auckland                                                                            | R F Cuthbert                                                                                            |                                             |
| 62  | Auckland         | 1954/55 | Ortvin Sarapu | Auckland                                                                            | F A Foulds                                                                                              |                                             |
| 63  | Dunedin          | 1955/56 | Frederick Alexander Foulds | Auckland                                                                            | T Van Dijk                                                                                              |                                             |
| 64  | Wellington       | 1956/57 | Arcadios Feneridis James Rodney Phillips | Wellington Auckland                                                                 | W Rainner                                                                                               |                                             |
| 65  | Christchurch     | 1957/58 | James Rodney Phillips | Auckland                                                                            | B H P Marsick                                                                                           |                                             |
| 66  | Hamilton         | 1958/59 | Frederick Alexander Foulds Barry C. Menzies | Auckland                                                                            | B Douglas                                                                                               |                                             |
| 67  | Dunedin          | 1959/60 | Ortvin Sarapu | Auckland                                                                            | W B Petrie                                                                                              |                                             |
| 68  | Auckland         | 1960/61 | Ortvin Sarapu | Auckland                                                                            | R A Court                                                                                               |                                             |
| 69  | Wellington       | 1961/62 | Graham G. Haase | Dunedin                                                                             | D J Cooper                                                                                              |                                             |
| 70  | Christchurch     | 1962/63 | Ortvin Sarapu Richard John Sutton | Auckland                                                                            | N M Cooper B J Halpin                                                                                   |                                             |
| 71  | Auckland         | 1963/64 | Roger A. Court | Wellington                                                                          | B E Howard                                                                                              |                                             |
| 72  | Wellington       | 1964/65 | James Rodney Phillips | Auckland                                                                            | R T Metge                                                                                               |                                             |
| 73  | Hamilton         | 1965/66 | Ortvin Sarapu | Auckland                                                                            | D J Cooper                                                                                              |                                             |
| 74  | Christchurch     | 1966/67 | Ortvin Sarapu | Auckland                                                                            | L E Whitehouse                                                                                          |                                             |
| 75  | Dunedin          | 1967/68 | Bruce R. Anderson | Christchurch                                                                        | G M Hall                                                                                                |                                             |
| 76  | Wellington       | 1968/69 | Bruce R. Anderson Ortvin Sarapu | Christchurch Auckland                                                               | B A Carpinter                                                                                           |                                             |
| 77  | Auckland         | 1969/70 | Ortvin Sarapu | Auckland                                                                            | P M Daly                                                                                                |                                             |
| 78  | Nelson           | 1970/71 | Richard John Sutton | Auckland                                                                            | C Laird M G Whaley                                                                                      |                                             |
| 79  | Hamilton         | 1971/72 | Richard John Sutton | Auckland                                                                            | R Craig                                                                                                 |                                             |
| 80  | Wellington       | 1972/73 | Ortvin Sarapu | Auckland                                                                            | P Hensman                                                                                               |                                             |
| 81  | Christchurch     | 1973/74 | Paul Anthony Garbett Ortvin Sarapu | Auckland                                                                            | N Metge                                                                                                 |                                             |
| 82  | Dunedin          | 1974/75 | Paul Anthony Garbett | Auckland                                                                            | Philip O. Paris Grant K. Russell                                                                        | Otago Wanganui                              |
| 83  | Upper Hutt       | 1975/76 | Lev Aptekar Murray Chandler Ortvin Sarapu | Wellington Auckland                                                                 | Robert Wayne Smith                                                                                      | Auckland                                    |
| 84  | North Shore City | 1976/77 | Ortvin Sarapu | Auckland                                                                            | Philip A. Clemance Peter B. Goffin                                                                      | New Plymouth Auckland                       |
| 85  | Wellington       | 1977/78 | Craig Laird | Tauranga                                                                            | David H. Beach                                                                                          | Wellington                                  |
| 86  | North Shore City | 1978/79 | Ortvin Sarapu | Auckland                                                                            | Paul K. Beach Peter Mataga J. Nigel Metge                                                               | Auckland Auckland Auckland                  |
| 87  | Upper Hutt       | 1979/80 | Ewen McGowen Green Ortvin Sarapu Vernon A. Small | Auckland Christchurch                                                               | Patrick L. Cordue Peter Green                                                                           | Wellington Auckland                         |
| 88  | Lincoln          | 1980/81 | Roger I. Nokes Ortvin Sarapu Vernon A. Small | Christchurch Auckland Christchurch                                                  | R.A. (Tony) Dowden                                                                                      | Dunedin                                     |
| 89  | North Shore City | 1981/82 | Vernon A. Small | Christchurch                                                                        | Bernard Carpinter David A. Gollogly                                                                     | Napier Auckland                             |
| 90  | Dunedin          | 1982/83 | Paul Anthony Garbett David A. Gollogly | Auckland                                                                            | Benjamin J. Alexander Anthony F. Ker                                                                    | Christchurch Wellington                     |
| 91  | Auckland         | 1983/84 | Paul Anthony Garbett | Auckland                                                                            | Michael R. Freeman                                                                                      | Christchurch                                |
| 92  | Upper Hutt       | 1984/85 | Vernon A. Small | Christchurch                                                                        | Patrick L. Cordue Mark Noble                                                                            | Wellington Wellington                       |
| 93  | Christchurch     | 1985/86 | Adrian J. Lloyd Ortvin Sarapu | Christchurch Auckland                                                               | Peter McKenzie Benjamin Martin                                                                          | Christchurch Dunedin                        |
| 94  | Wanganui         | 1986/87 | Russell J. Dive | Wellington                                                                          | Anthony F. Ker                                                                                          | Wellington                                  |
| 95  | North Shore City | 1987/88 | Jonathan Sarfati | Wellington                                                                          | Leonard J. McLaren                                                                                      | Wellington                                  |
| 96  | Dunedin          | 1988/89 | Paul Anthony Garbett Anthony F. Ker | Auckland Wellington                                                                 | Martin Dreyer (Reserve) Bruce Marsick (Major)                                                           | Auckland Hamilton                           |
| 97  | Wellington       | 1989/90 | Benjamin Martin Ortvin Sarapu | Dunedin Auckland                                                                    | Kendall Boyd (Reserve) John Robinson (Major) Mark van der Hoorn (Major)                                 | Dunedin Auckland Wellington                 |
| 98  | Auckland         | 1990/91 | Anthony F. Ker | Wellington                                                                          | John Robinson (Reserve) Matthew Barlow (Major)                                                          | Auckland                                    |
| 99  | Dunedin          | 1991/92 | Martin Paul Dreyer | Auckland                                                                            | Charles Ker (Reserve) Simon Grainger (Major)                                                            | Wellington                                  |
| 100 | Wellington       | 1992/93 | Anthony F. Ker | Wellington                                                                          | Philip Abrahamson (Reserve) Charles Ker (Reserve) Prince Vetharaniam (Major) Mark van der Hoorn (Major) | Christchurch Wellington Wanganui Wellington |
| 101 | Invercargill     | 1993/94 | Anthony F. Ker Peter D. McKenzie | Wellington Christchurch                                                             | Mark Sinclair (Reserve) Matthew Edmonds (Major)                                                         | Wellington Christchurch                     |
| 102 | Wanganui         | 1994/95 | Anthony F. Ker | Wellington                                                                          | Paul Tuffery (Reserve) Benjamin Giles (Major) Kent Wong (Major)                                         | New Plymouth Maruia Wellington              |
| 103 | Wellington       | 1995/96 | Russell J. Dive Martin Paul Dreyer Robert Wayne Smith                                                                                                  | Wellington Auckland                                                                 | J. Nigel Metge (Reserve) Russell Metge (Major)                                                          | Auckland                                    |
| 104 | North Shore City | 1996/97 | Alexei Kulashko | Auckland                                                                            | Tim G. Hare                                                                                             | Auckland                                    |
| 105 | Hamilton         | 1997/98 | Alexei Kulashko | Auckland                                                                            | Chris J. Burns                                                                                          | Wanganui                                    |
| 106 | Dunedin          | 1998/99 | Russell J. Dive | Wellington                                                                          | Matthew McNabb                                                                                          | Auckland                                    |
| 107 | Auckland         | 1999/00 | Alexei Kulashko | Auckland                                                                            | Paul K. Beach                                                                                           | Auckland                                    |
| 108 | Waitakere Ville  | 2000/01 | Scott Wastney | Nelson                                                                              | Benjamin Giles                                                                                          | Maruia                                      |
| 109 | Christchurch     | 2001/02 | Anthony F. Ker | Wellington                                                                          | Barry Martin-Buss                                                                                       | Auckland                                    |
| 110 | Wanganui         | 2002/03 | Anthony F. Ker | Wellington                                                                          | John McDonald                                                                                           | Wellington                                  |
| 111 | Wellington       | 2003/04 | Anthony F. Ker | Wellington                                                                          | Brendan Reedy                                                                                           | Wellington                                  |
| 112 | Wanganui         | 2004/05 | Anthony F. Ker | Wellington                                                                          | William (Bill) Forster                                                                                  | Wellington                                  |
| 113 | Queenstown       | 2006    | Murray Chandler | Queenstown & London                                                                 | Maciej Wojnar                                                                                           | Wellington                                  |
| 114 | Wanganui         | 2007    | Puchen Wang | Auckland                                                                            | Neil Gunn                                                                                               | Auckland                                    |
| 115 | Auckland         | 2008    | Murray Chandler | Auckland                                                                            | Daniel Shen                                                                                             | Auckland                                    |
| 116 | Queenstown       | 2009    | Anthony F. Ker | Wellington                                                                          | Gavin Marner                                                                                            | Wellington                                  |
| 117 | Auckland         | 2010    | Anthony F. Ker | Wellington                                                                          | Alan Ansell                                                                                             | New Plymouth                                |
| 118 | Auckland         | 2011    | Anthony F. Ker | Wellington                                                                          | Roy Seabrook                                                                                            | Auckland                                    |
| 119 | Queenstown       | 2012    | Michael V.R. Steadman | Auckland                                                                            | Nathan Goodhue                                                                                          | Auckland                                    |
| 120 | Wellington       | 2013    | Scott Wastney | Wellington                                                                          | Max Chew Lee                                                                                            | Australia                                   |
| 121 | Auckland         | 2014    | Puchen Wang | Auckland                                                                            | Paul Macdonald Sean Martin-Buss                                                                         | Auckland                                    |
| 122 | Auckland         | 2015    | Russell J. Dive Nicolas Croad Ben Hague Paul A Garbett Anthony F. Ker Gino Thornton Robert Wayne Smith Leonard J McLaren Alexandra Jule Gordon Morrell | Wellington Auckland Wellington Auckland Mount Maunganui Auckland Australia Auckland | Antonio Krstev Helen Milligan                                                                           | Auckland                                    |
| 123 | Auckland         | 2016    | Alexei Kulashko Michael V.R. Steadman | Auckland                                                                            | Fuatai Fuatai Vinod Kumar                                                                               | Auckland                                    |
| 124 | Wellington       | 2017    | Scott Wastney | Wellington                                                                          | William (Bill) Forster Yogesh Kulkarni                                                                  | Wellington                                  |
| 125 | Palmerston North | 2018    | Russell J. Dive Alphaeus Ang | Wellington Auckland                                                                 | Stanley Yee                                                                                             | Auckland                                    |
| 126 | Auckland         | 2019    | Anthony F. Ker Russell J. Dive | Wellington                                                                          | Robert E. Gibbons                                                                                       | Auckland                                    |
| 127 | Tauranga         | 2020    | Kirill Polishchuk Ben Hague Paul Anthony Garbett Russell J Dive                                                                                        | Mount Maunganui Auckland Wellington                                                 | Hao Tang                                                                                                | Auckland                                    |
| 128 | Palmerston North | 2021    | Nicolas Croad |                                                                                     | |                                             |
| 129 | Christchurch     | 2022    | Daniel Gong |                                                                                     | |                                             |
| 130 | Wellington       | 2023    | Daniel Hanwen Gong |                                                                                     | |                                             |
| 131 | Palmerston North | 2024    | Nicolas Croad |                                                                                     | |                                             |

Jusqu'en 1934, les joueurs étrangers pouvaient postuler pour le titre de champion de Nouvelle-Zélande. Les règles d'éligibilité ont été modifiées en 1935 pour empêcher cela; John Angus Erskine (double champion en 1929 et 1935) est né à Invercargill et était donc éligible alors qu'il était domicilié à Melbourne, en Australie.

### Champions au palmarès important
| Nombre de victoires | Nom |
| ------------------- | --- |
| 20                  | Ortvin Sarapu |
| 14                  | Anthony F Ker |
| 7                   | Paul Garbett, Russell J Dive |
| 6                   | John Dunlop, William Edward Mason |
| 5                   | Richard James Barnes |
| 4                   | Arthur William Oswald Davies, Vernon Small, Alexei Kulashko |
| 3                   | Robert Wade, Rodney Phillips, Richard Sutton, Murray Chandler, Scott Wastney |
| 2                   | Henry Hookham, Franz Siedebeg, John Grierson, Fedor Kelling, Spencer Crakanthorp, John Erskine, Gunnar Gundersen, Alfred Gyles, Philipp Allerhand, Tom Lepviikman, Frederik Foulds, Bruce Anderson, Martin Dreyer, Puchen Wang, Robert W Smith; Michael V.R. Steadman, Ben Hague |

## Vainqueurs du championnat d’échecs rapides de Nouvelle-Zélande
Le championnat de Nouvelle-Zélande d'échecs rapides (New Zealand Rapid Chess Championship) a été organisé pour la première fois en 1993. Cette compétition est elle aussi organisée par la Fédération néo-zélandaise des échecs.

### Résultats du championnat d’échecs rapide
|    | Ville            | Année | Champion                                                          | Club                                               |
| -- | ---------------- | ----- | ----------------------------------------------------------------- | -------------------------------------------------- |
| 1  | Wellington       | 1993  | Russell Dive                                                      | Wellington                                         |
| 2  | Invercargill     | 1994  | Anthony Dowden                                                    | Dunedin                                            |
| 3  | Wanganui         | 1995  | Kendall Boyd Martin Dreyer Mark Noble                             | Dunedin Auckland Wellington                        |
| 4  | Wellington       | 1996  | Russell Dive                                                      | Wellington                                         |
| 5  | North Shore      | 1997  | Russell Dive                                                      | Auckland                                           |
| 6  | Hamilton         | 1998  | Alexei Kulashko                                                   | Auckland                                           |
| 7  | Dunedin          | 1999  | Anthony Ker                                                       | Wellington                                         |
| 8  | Auckland         | 2000  | Matthew Barlow Russell Dive Robert Wayne Smith John L. Sutherland | Auckland Wellington Auckland Dunedin               |
| 9  | Waitakere Ville  | 2001  | Murray Chandler                                                   | London                                             |
| 10 | Christchurch     | 2002  | Russell Dive                                                      | Wellington                                         |
| 11 | Wanganui         | 2003  | Russell Dive                                                      | Wellington                                         |
| 12 | Wellington       | 2004  | Paul Garbett Stephen Lukey                                        | Auckland Wellington                                |
| 13 | Wanganui         | 2005  | Russell Dive                                                      | Wellington                                         |
| 14 | Queenstown       | 2006  | Puchen Wang                                                       | Auckland                                           |
| 15 | Wanganui         | 2007  | Puchen Wang                                                       | Auckland                                           |
| 16 | Auckland         | 2008  | Robert Wayne Smith Michael Steadman                               | Auckland                                           |
| 17 | Queenstown       | 2009  | Anthony Ker                                                       | Wellington                                         |
| 18 | Auckland         | 2010  | Nicolas Croad                                                     | Wellington                                         |
| 19 | Auckland         | 2011  | Anthony Ker                                                       | Wellington                                         |
| 20 | Auckland         | 2012  | Ben Hague Bruce Watson                                            | Wanganui Auckland                                  |
| 21 | Wellington       | 2013  | Paul Garbett Anthony Ker                                          | Auckland Wellington                                |
| 22 | Auckland         | 2014  | Puchen Wang                                                       | Auckland                                           |
| 23 | Auckland         | 2015  | Russell Dive Hans Gao                                             | Wellington Auckland                                |
| 24 | Auckland         | 2016  | Paul Garbett Mark Noble Robert Smith Puchen Wang                  | Auckland Palmerston North Mount Maunganui Auckland |
| 25 | Wellington       | 2017  | Hans Gao Anthony Ker                                              | Auckland Wellington                                |
| 26 | Palmerston North | 2018  | Michael Steadman                                                  | Auckland                                           |
| 27 | Auckland         | 2019  | Ralph Hart                                                        | Auckland                                           |
| 28 | Tauranga         | 2020  | Anthony F Ker                                                     | Wellington                                         |

### Champions rapides au palmarès important
| Nombre | Nom                                    |
| ------ | -------------------------------------- |
| 8      | Russell J. Dive                        |
| 6      | Anthony F. Ker                         |
| 4      | Puchen Wang                            |
| 3      | Robert Wayne Smith, Paul Garbett       |
| 2      | Mark Noble, Hans Gao, Michael Steadman |

## Lauréates du championnat féminin
| Année   | Nom                                     |
| ------- | --------------------------------------- |
| 1938    | Mabel E Abbott                          |
| 1940    | E L Short                               |
| 1967    | Marlon McGrath                          |
| 1978    | Fenella Foster W Winsome Stretch        |
| 1980    | Fenella Foster                          |
| 1981    | Jackie Sievey                           |
| 1982    | V Burndred                              |
| 1983    | Katrine Metge                           |
| 1985    | Jackie Sievey                           |
| 1991    | R Foster                                |
| 1992-93 | Vivian Smith F Foster                   |
| 1994    | Vivian Smith                            |
| 1995    | Vivian Smith                            |
| 1996    | W Ong                                   |
| 1997    | Rosaleen L Sheehan                      |
| 1998    | Vivian Smith                            |
| 1999    | Vivian Smith                            |
| 2000    | Vivian Smith                            |
| 2001    | Eleonora Mikhailik                      |
| 2002    | Edith Otene Vivian Smith                |
| 2003    | Vivian Smith                            |
| 2004    | Vivian Smith                            |
| 2005    | Evgenia Charomova                       |
| 2006    | Sue Maroroa                             |
| 2007    | Shirley Wu Judy Gao                     |
| 2008    | Natasha Fairley Judy Gao Helen Milligan |
| 2009    | Judy Gao                                |
| 2010    | Shirley Wu                              |
| 2022    | Vyanla Punsalan                         |
| 2023    | Isabelle Ning                           |
| 2025    | Wanyao Sarah Sun                        |

## Championnat des îles du Nord
Le championnat des îles du Nord s’est tenu pour la première fois en 1954. Les joueurs tentent de remporter le trophée Charles Belton. Il est organise par la Fédération néo-zélandaise des échecs.

### Champions des îles du Nord
|    | Ville            | Année | Champion                                                                                         |
| -- | ---------------- | ----- | ------------------------------------------------------------------------------------------------ |
| 1  |                  | 1954  | Charles P. Belton                                                                                |
| 2  |                  | 1955  | F.A. Haight                                                                                      |
| 3  |                  | 1956  | Bruce H.P. Marsick Roger A. Court David I. Lynch                                                 |
| 4  |                  | 1957  | Charles P. Belton                                                                                |
| 5  |                  | 1958  | James Rodney Phillips Ortvin Sarapu                                                              |
| 6  |                  | 1959  | James Rodney Phillips                                                                            |
| 7  |                  | 1960  | James Rodney Phillips                                                                            |
| 8  |                  | 1961  | Roger Chapman                                                                                    |
| 9  |                  | 1962  | David I. Lynch                                                                                   |
| 10 |                  | 1963  | Roger A. Court                                                                                   |
| 11 |                  | 1964  | R.S. Wilkin                                                                                      |
| 12 |                  | 1965  | Ortvin Sarapu                                                                                    |
| 13 |                  | 1966  | Richard J. Sutton                                                                                |
| 14 |                  | 1967  | David J. Cooper                                                                                  |
| 15 |                  | 1968  | A. R. Day                                                                                        |
| 16 |                  | 1969  | Christopher A. Evans                                                                             |
| 17 |                  | 1970  | Paul A. Garbett                                                                                  |
| 18 |                  | 1971  | Richard J. Sutton                                                                                |
| 19 |                  | 1972  | Ortvin Sarapu                                                                                    |
| 20 |                  | 1973  | Paul A. Garbett                                                                                  |
| 21 |                  | 1974  | Robert C. Wansink                                                                                |
| 22 |                  | 1975  | Murray G. Chandler Ewen M. Green                                                                 |
| 23 |                  | 1976  | Paul A. Garbett                                                                                  |
| 24 |                  | 1977  | Lindsay H. Cornford                                                                              |
| 25 |                  | 1978  | Lev Aptekar Peter R. Green                                                                       |
| 26 |                  | 1979  | Paul A. Garbett                                                                                  |
| 27 | Tauranga         | 1980  | Mark Levene Ortvin Sarapu                                                                        |
| 28 | New Plymouth     | 1981  | Paul A. Garbett                                                                                  |
| 29 | Wanganui         | 1982  | P. A. Kelly Mark Leveve Robert W. Smith                                                          |
| 30 | Hamilton         | 1983  | Jonathan Sarfati                                                                                 |
| 31 |                  | 1984  | Robert W. Smith                                                                                  |
| 32 | Napier           | 1985  | Jonathan Sarfati                                                                                 |
| 33 | New Plymouth     | 1986  | Peter R. Green Jonathan Sarfati Ortvin Sarapu J. Nigel Metge Peter W. Stuart Gregory J. Aldridge |
| 34 |                  | 1987  | Anthony F. Ker                                                                                   |
| 35 | Wanganui         | 1988  | Anthony F. Ker Peter W. Stuart                                                                   |
| 36 | Wellington       | 1989  | Anthony F. Ker Charles Ker Isidor Reyn Jonathan Sarfati Robert W. Smith                          |
| 37 |                  | 1990  | Martin P. Dreyer                                                                                 |
| 38 | New Plymouth     | 1991  | Anthony F. Ker                                                                                   |
| 39 |                  | 1992  | Russell J. Dive                                                                                  |
| 40 |                  | 1993  | Robert W. Smith Mark Noble                                                                       |
| 41 |                  | 1994  | Robert W. Smith                                                                                  |
| 42 |                  | 1995  | Robert W. Smith Anthony F. Ker                                                                   |
| 43 |                  | 1996  | Mark Sinclair Ferenc Fabri                                                                       |
| 44 |                  | 1997  | Anthony F. Ker                                                                                   |
| 45 |                  | 1998  | Russell J. Dive                                                                                  |
| 46 |                  | 1999  | Robert W. Smith Nigel Hopewell                                                                   |
| 47 |                  | 2000  | Anthony F. Ker                                                                                   |
| 48 |                  | 2001  | Bruce Watson                                                                                     |
| 49 |                  | 2002  | Daniel Han Mark van der Hoorn                                                                    |
| 50 |                  | 2003  | Jesse Wilson                                                                                     |
| 51 |                  | 2004  | Paul A. Garbett Leonard McLaren                                                                  |
| 52 |                  | 2005  | Puchen Wang                                                                                      |
| 53 |                  | 2006  | Scott Wastney                                                                                    |
| 54 | Auckland         | 2007  | Don Eade Leonard McLaren                                                                         |
| 55 | Tauranga         | 2008  | Anthony F. Ker                                                                                   |
| 56 | Wellington       | 2009  | Russell J. Dive                                                                                  |
| 57 | Auckland         | 2010  | Robert W. Smith                                                                                  |
| 58 | Wellington       | 2011  | Robert W. Smith                                                                                  |
| 59 | Auckland         | 2012  | Luke Li                                                                                          |
| 60 | Wellington       | 2013  | Russell J. Dive                                                                                  |
| 61 | Auckland         | 2014  | Leonard McLaren                                                                                  |
| 62 | Palmerston North | 2015  | Mark Noble                                                                                       |
| 63 | Palmerston North | 2016  | Mark Noble Jack James                                                                            |
| 64 | Auckland         | 2017  | Alphaeus Ang                                                                                     |
| 65 | Palmerston North | 2018  | Michael V.R. Steadman                                                                            |
| 65 | Wellington       | 2019  | Michael V.R. Steadman                                                                            |

### Champions au palmarès important
| Nombre de victoires | Nom |
| ------------------- | --- |
| 9                   | Robert Wayne Smith                                                                                                 |
| 8                   | Anthony F Ker |
| 6                   | Paul Garbett |
| 5                   | Ortvin Sarapu |
| 4                   | Jonathan Sarfati, Russell Dive                                                                                     |
| 3                   | Rodney Phillips, Mark Noble, Leonard McLaren                                                                       |
| 2                   | Charles Belton, Roger Court, David Lynch, Richard Sutton, Peter Green, Mark Levene, Peter Stuart, Micheal Steadman |

## Championnat des îles du Sud
Le championnat des îles du Sud s’est déroulé pour la première fois en 1950. Il est organisé par la Fédération néo-zélandaise des échecs.

### Champions des îles du Sud
|    | Ville          | Année | Champion                                                                      |
| -- | -------------- | ----- | ----------------------------------------------------------------------------- |
| 1  |                | 1950  | J. F. Lang                                                                    |
| 2  |                | 1951  | Ortvin Sarapu                                                                 |
| 3  |                | 1952  | R. A. Rasa                                                                    |
| 4  |                | 1953  | L. Esterman                                                                   |
| 5  |                | 1954  | J. F. Lang J. R. Cusack                                                       |
| 6  |                | 1955  | R. A. Rasa                                                                    |
| 7  |                | 1956  | R. A. Rasa                                                                    |
| 8  |                | 1957  | R. Watt K. Steele                                                             |
| 9  |                | 1958  | Tom van Dijk                                                                  |
| 10 |                | 1959  | Tom van Dijk                                                                  |
| 11 |                | 1960  | Ortvin Sarapu                                                                 |
| 12 |                | 1961  | Graham G. Haase                                                               |
| 13 |                | 1962  | L. Esterman                                                                   |
| 14 |                | 1963  | R. A. Rasa                                                                    |
| 15 |                | 1964  | Bruce R. Anderson I. D. Hayes                                                 |
| 16 |                | 1965  | Bruce R. Anderson                                                             |
| 17 |                | 1966  | Bruce R. Anderson A. L. Wilkinson L. Esterman                                 |
| 18 |                | 1967  | G. Kerr                                                                       |
| 19 |                | 1968  | Bruce R. Anderson                                                             |
| 20 |                | 1969  | Bruce R. Anderson                                                             |
| 21 |                | 1970  | Bruce R. Anderson                                                             |
| 22 |                | 1971  | Bernard A. Carpinter G. Kerr                                                  |
| 23 |                | 1972  | G. Hall A. Wilkinson                                                          |
| 24 |                | 1973  | John R. Jackson                                                               |
| 25 |                | 1974  | Lindsay H. Cornford Malcolm Foord William Lynn                                |
| 26 |                | 1975  | Vernon A. Small                                                               |
| 27 |                | 1976  | Roger I. Nokes                                                                |
| 28 |                | 1977  | Bruce R. Anderson R. L Perry                                                  |
| 29 |                | 1978  | Bruce R. Anderson                                                             |
| 30 | Dunedin        | 1979  | Vernon A. Small                                                               |
| 31 | Nelson         | 1980  | Roger I. Nokes                                                                |
| 32 |                | 1981  | Bruce R. Anderson Adrian J. Lloyd Peter van Dijk David Weegenar H. Williamson |
| 33 | Dunedin        | 1982  | Vernon A Small                                                                |
| 34 |                | 1983  | Adrian J. Lloyd Vernon A. Small                                               |
| 35 | Christchurch   | 1984  | Adrian J. Lloyd Vernon A. Small M. C. Wilson                                  |
| 36 | Dunedin        | 1985  | Robert C. Wansink                                                             |
| 37 |                | 1986  | John R. Jackson                                                               |
| 38 |                | 1987  | Benjamin M. S. Martin                                                         |
| 39 |                | 1988  | Mark G. Hampl Stephen G. Lukey Benjamin M. S. Martin                          |
| 40 |                | 1989  | Richard John Sutton                                                           |
| 41 |                | 1990  | Benjamin M. S. Martin                                                         |
| 42 |                | 1991  | Benjamin M. S. Martin                                                         |
| 43 |                | 1992  | Stephen G. Lukey                                                              |
| 44 |                | 1993  | Stephen G. Lukey                                                              |
| 45 |                | 1994  | Stephen G. Lukey                                                              |
| 46 | Blenheim       | 1995  | Stephen R. Coates                                                             |
| 47 |                | 1996  | R. Anthony Dowden                                                             |
| 48 | Christchurch   | 1997  | B. Santosa                                                                    |
| 49 | Ashburton      | 1998  | David W. Guthrie                                                              |
| 50 | Blenheim       | 1999  | Bruce I. Donaldson Arie J. Nijman                                             |
| 51 | Dunedin        | 2000  | Ben J. Giles                                                                  |
| 52 | Dunedin        | 2001  | Scott C. Wastney                                                              |
| 53 | Christchurch   | 2002  | R. Anthony Dowden                                                             |
| 54 | Ashburton      | 2003  | Alistair A. Compton                                                           |
| 55 | Dunedin        | 2004  | Richard John Sutton                                                           |
| 56 | Christchurch   | 2005  | Andy Machdoem                                                                 |
| 57 | Ashburton      | 2006  | Quentin J. F. Johnson Bruce I. Donaldson                                      |
| 58 | Nelson         | 2007  | Quentin J. F. Johnson John P. van Ginkel                                      |
| 59 | Kaikoura       | 2008  | Roger I. Nokes                                                                |
| 60 | Duendin        | 2009  | Peter Fraemohs                                                                |
| 61 | Ashburton      | 2010  | Hamish Gold John P. van Ginkel Arie J. Nijman Andy Machdoem                   |
| 62 | Christchurch   | 2011  | Stephen G. Lukey                                                              |
| 63 | Dunedin        | 2012  | Robert C. Wansink Stephen G. Lukey                                            |
| 64 | Nelson         | 2013  | Quentin J. F. Johnson                                                         |
| 65 | Ashburton      | 2014  | Stephen G. Lukey                                                              |
| 66 | Christchurch   | 2015  | Edward Rains                                                                  |
| 67 | Christchurch   | 2016  | Stephen G. Lukey                                                              |
| 68 | Dunedin        | 2017  | Stephen G. Lukey                                                              |
| 69 | Christchurch   | 2018  | Stephen G. Lukey                                                              |
| 70 | Hanmer Springs | 2019  | Edward Lee Matthew McNabb                                                     |

### Champions des îles du Sud au palmarès important
| Nombre | Nom |
| ------ | --- |
| 10     | Stephen Lukey |
| 9      | Robert Anderson |
| 5      | Vernon Small |
| 4      | R A Rasa, Benjamin Martin |
| 3      | L Esterman, Roger Nokes, Adrian Lloyd, Quentin Johnson |
| 2      | J F Lang, Ortvin Sarapu, Tom Van Dijk, A Wilkinson, Grant Kerr, Jon Jackson, Robert Wanisnk, Richard Sutton, Anthony Dowden, Arie Nijman, Andy Machdoem, John van Ginkel |

## Championnat de Nouvelle-Zélande des échecs par correspondance

### Lauréats du championnat par correspondance
- 1933	R.O. Scott
- 1934	---
- 1935	E.F. Tibbetts
- 1936	J.T. Burton
- 1937	S. Hindin
- 1938	S. Hindin
- 1939	S. Hindin
- 1940	G.C. Cole
- 1941	J.A. Cunningham
- 1942	G.C. Cole
- 1943	G.C. Cole
- 1944	F.H. Grant, T. Lepviikman, N.M. Cromarty
- 1945	C.J. Taylor
- 1946	R.W. Lungley
- 1947	D.I. Lynch
- 1948	D.I. Lynch
- 1949	N.M. Cromarty
- 1950	N.M. Cromarty
- 1951	H.G. King, J.A. Cunningham
- 1952	H.P. Whitlock
- 1953	R.W. Park
- 1954	J.A. Cunningham
- 1955	E.J. Byrne
- 1956	A.E. Turner
- 1957	D.I. Lynch
- 1958	R.A. Court, L. Esterman
- 1959	R.A. Court, J. Eriksen, J.A. Cunningham
- 1960	J.A. Cunningham
- 1961	F.A. Foulds
- 1962	R.A. Court
- 1963	J. Eriksen
- 1964	F.A. Foulds
- 1965	Ortvin Sarapu
- 1966	R.S. Wilkin, R.A. Court
- 1967	J.H. Patchett
- 1968	Ortvin Sarapu
- 1969	Ortvin Sarapu
- 1970	Richard John Sutton
- 1971	Paul Anthony Garbett
- 1972	K.W. Lynn
- 1973	D.A. Flude
- 1974	T. van Dijk
- 1975	L.J. Jones
- 1976	P.A. Clemance
- 1977	L.J. Jones
- 1978	R.W. Smith
- 1979	Michael Freeman
- 1980	R. Chapman
- 1981	R. Chapman
- 1982	Paul Anthony Garbett, T. van Dijk
- 1983 Michael Freeman (50e édition)
- 1984	M.R. Heasman
- 1985	P. van Dijk
- 1986	G.M. Turner
- 1987	P. van Dijk
- 1988	H.P. Bennett, M.F.Noble (MI)
- 1989	H.P. Whitlock
- 1990	P.W. Stuart
- 1991	R.J. Dive, P.W. Stuart
- 1992	M.G. Hampl
- 1993 R.J. Dive (60e édition)
- 1994	G.B. Banks
- 1995	M.G. Hampl
- 1996	B.F. Barnard
- 1997	B.F. Barnard
- 1998	B.F. Barnard
- 1999	T.J. Doyle
- 2000    A.J. Short
- 2001    M.L. Dunwoody
- 2002    M.L. Dunwoody
- 2003 P.B. Goffin (70e édition)
- 2004    R.E. Gibbons
- 2005    R.E. Gibbons, M.F. Noble (SIM) [4]
- 2006    H.P. Bennett [5]
- 2007    H.P. Bennett, M.F. Noble (SIM) [6]
- 2008    M.F. Noble (SIM) [7]
- 2009    M.F. Noble (SIM) [8]
- 2010    M.F. Noble (GMI) [9]
- 2011    M.F. Noble (GMI), P.B. Goffin [10]
- 2012    M.F. Noble (GMI) [11]
- 2013 M.F. Noble (GMI) (80e édition) [12]
- 2014    Malia Donnelly [13]
- 2015    M.F. Noble (GMI) [14]
- 2016    M.F. Noble (GMI) [15]
- 2017    M.F. Noble (GMI) [16]
- 2018    M.T. Sims [17]
- 2019    M.D. McNabb [18]
- 2020    M.D. McNabb  [19]
- 2021    R. Gibbons  [20]
- 2022    R. Gibbons, M. King  [21]
- 2023    M: Noble, M. Sims, P. Cook, F. Chen, L. Lavery  [22]
- 2024    L. Lavery  [23]

### Champions au palmarès important
- M.F. Noble (GMI) : 13 titres
- J.A. Cunningham & R.A. Court : 4 titres
- G.C. Cole , S.Hindin , O.Sarapu , D.I. Lynch , B.F. Barnard & H.P. Bennett : 3 titres